# Premià de Mar
Premià de Mar este o localitate în Spania în comunitatea Catalonia în provincia Barcelona. În 2006 avea o populație de 27.860 locuitori. Este situat in comarca Maresme.